# 바지라몬
바지라몬(VAJRAMON, ヴァジラモン)은 디지몬 시리즈에서 등장하는 캐릭터(몬스터)이다.

## 소개
데바 중 한명으로, 소의 얼굴을 하고 있는 켄타우로스의 형태를 하고 있으며, 디지몬의 신 현무몬의 부하. 파지라몬과 함께 첫 등장한다. 오직 레나몬에게 집착한다. 파지라몬과 함께 래피드몬의 공격을 받고 소멸한 줄 알았으나, 아직 살아있었다. 마지막에는 초 진화한 도사몬에게 소멸당한다.